# Palacio Astoreca (Iquique)

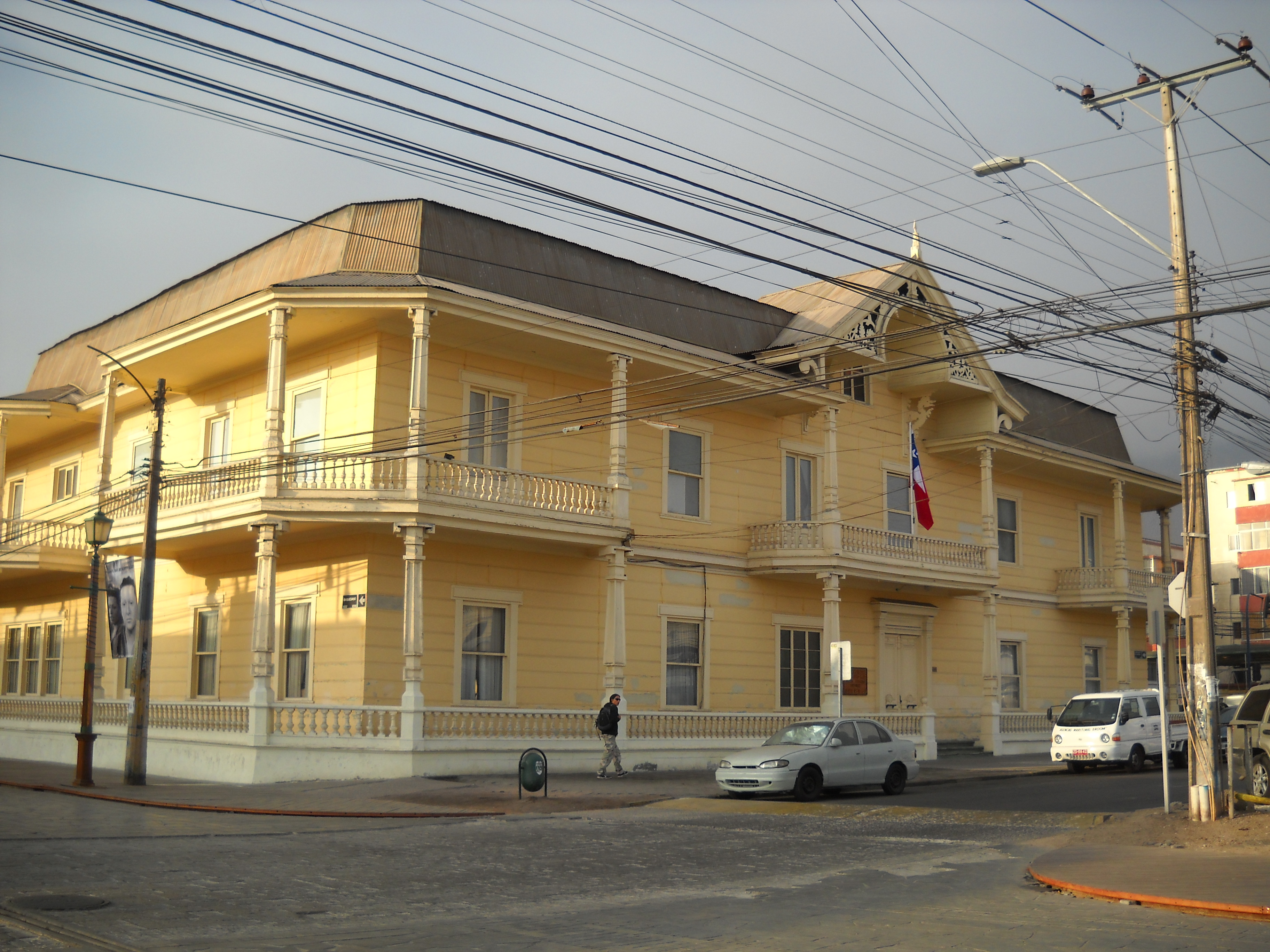
Palacio Astoreca en Iquique.

El Palacio Astoreca es un inmueble ubicado en el casco histórico de Iquique, Chile. Su construcción fue encargada por Juan Higinio Astoreca, empresario salitrero, en 1903 y fue terminada en 1904. De estilo georgiano, construida en pino oregón y ricamente amoblada, fue declarada monumento histórico nacional en 1994. Hoy en día funciona como museo de época y centro de extensión de la Universidad Arturo Prat.

## Historia
Juan Higinio Astoreca, originario del país vasco, llegó a trabajar a Chile como ingeniero junto con su hermano Gregorio Fidel. Tuvo éxito como comerciante y se casó con Felisa Granja, hija de una acaudalada familia de empresarios salitreros de Iquique. Con ella tuvo cinco hijos: Matías, José María, María, Felicitas y Moisés. Llegó a ser dueño de las oficinas salitreras La Granja, Felisa, La Aurrera e Iris.
El año 1903 se comenzó la construcción del palacio, cuya realización se atribuye a Alberto Cruz Montt o a Miguel Retornano, ambos reconocidos arquitectos que diseñaron sus obras durante el auge del salitre.
Juan Higinio Astoreca murió antes de que terminara la construcción de la casa y su familia se mudó a la ciudad de Valparaíso. En 1909, Felisa Granja vendió la propiedad junto con todo su mobiliario al fisco. A partir de entonces el palacio Astoreca albergó las oficinas de la intendencia de la Provincia de Tarapacá hasta 1977. Hoy en día es un museo.

## Características
El palacio Astoreca es una casa de dos pisos, construida con pino oregón y tabiquería de mortero, que abarca alrededor de 1.100 metros cuadrados, repartidos en 27 habitaciones. Su arquitectura está inspirada en el estilo georgiano.
Su fachada principal está formada por tres cuerpos dispuestos en forma simétrica, donde destacan los porches de balaustres y los balcones corridos. El módulo central tiene un frontón, con un arco de medio punto, que remata en la veranda del segundo piso, como una cubierta holandesa.
En su interior destaca el vestíbulo de piso de roble americano y de zócalos de nogal, que es iluminado por un vitral de estilo Art Nouveau. Otras habitaciones que mantienen el mobiliario original son un dormitorio con su correspondiente baño y sala de vestir, el comedor y una sala de juegos. Sus muebles de pertenecen a diferentes estilos como neo Luis XVI y neorrenacimiento francés, entre otros.

## Actualidad

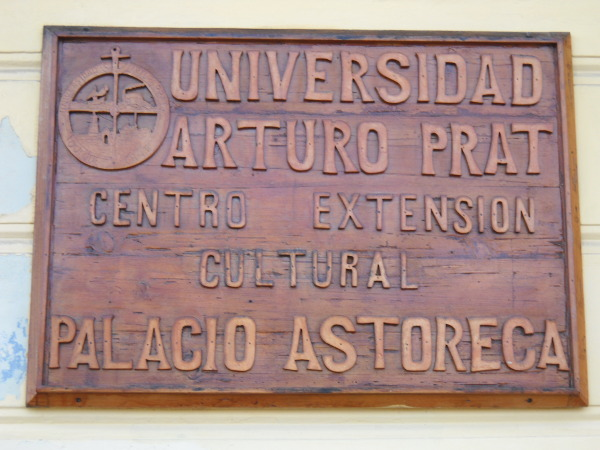
Placa que hace referencia a su uso actual.

En 1994 fue declarado monumento histórico nacional por medio del Decreto Exento nº505, debido a su valor patrimonial como testimonio de representativo de la época del auge salitrero.
Actualmente funciona como museo de época, abierto al público en general, y Centro Cultural y de Eventos de la Universidad Arturo Prat. En sus salas exponen artistas locales y nacionales, entre los cuales destacan la exposición de grabados de Roberto Matta realizada el año 2009 y El Tríptico de Iquique, gran lienzo del artista italiano Antonio Masini, autor  también conocido por el Monumento a la Mujer Emigrante, gran escultura que se encuentra en la Plaza y Rotonda Chipana en Iquique.